# Đại hội Giới trẻ Thế giới 2008

Đại hội Giới trẻ Thế giới 2008

Đại hội Giới trẻ Công giáo 2008 hay Ngày Giới trẻ Công giáo 2008 (World Youth Day 2008) là một lễ hội của các thanh niên Công giáo toàn thế giới tổ chức ở Sydney từ 15 đến 20 tháng 7. Đây là Đại hội Giới trẻ Công giáo lần thứ 23 với sự tham gia của Giáo hoàng Biển Đức XVI và hàng trăm nghìn thanh niên.

## Tranh cãi
Trước khi đại hội diễn ra, hàng loạt cáo buộc về việc các linh mục Úc đã lạm dụng tình dục trong quá khứ cũng như việc giáo hội đã cố tình che giấu các vụ việc này. Giáo hoàng Biển Đức XVI dự định sẽ xin lỗi các nạn nhân.
Sẽ có biểu tình chống quan điểm của Giáo hoàng và Giáo hội về việc ngừa thai do Liên minh Nói Không với Giáo hoàng (NotoPope Coalition) tổ chức.